# Blue Slide Park
Albums de Mac Miller
K.I.D.S.
(2010) Watching Movies with the Sound Off
(2013)
Singles
1. Frick Park Market
Sortie : 28 août 2011
2. Party on Fifth Ave.
Sortie : 28 octobre 2011
3. Up All Night
Sortie : 13 décembre 2011
4. Missed Calls
Sortie : 22 juin 2012

Blue Slide Park est le premier album studio de Mac Miller, sorti le 8 novembre 2011.
Le nom de l'album vient du Frick Park à Pittsburgh, ville dans laquelle a grandi le rappeur. Le nom du premier single, Frick Park Market, y fait également référence. Le titre Smile Back a été révélé avec un clip avant la sortie de l'opus.
Le 5 juillet 2011, Mac annonce sur YouTube qu'il compte sortir son album le 8 novembre, il confirme aussi que l'album ne comptera aucun invité. Le 28 août sort le premier single du disque, Frick Park Market, qui atteint deux millions de vues sur YouTube en deux jours et se classe à la 64e place du Billboard Hot 100. À sa sortie, l'album a reçu des critiques tantôt élogieuses tantôt mitigées, certains critiques arguant le manque de maturité du rappeur. L'album s'est vendu à 194 000 exemplaires en un mois.
Blue Slide Park s'est classé 1er au Billboard 200, au Top Rap Albums, au Top R&B/Hip-Hop Albums, au Top Independent Albums et au Top Digital Albums, avec 344 000 exemplaires vendus au 12 août 2012. Il s'agit du premier disque sorti en indépendant à atteindre le sommet des ventes américaines depuis Dogg Food du groupe Tha Dogg Pound.

## Liste des titres
| No  | Titre                                                   | Auteur                                            | Contient un (des) sample(s) de                                                               | Durée |
| --- | ------------------------------------------------------- | ------------------------------------------------- | -------------------------------------------------------------------------------------------- | ----- |
| 1.  | English Lane (Produit par Ritz Reynolds)                | Dominic Angelella, Malcolm McCormick              |                                                                                              | 1:35  |
| 2.  | Blue Slide Park (Produit par I.D. Labs)                 | Eric Dan, Jeremy Kulousek, McCormick              | Friends and Buddies de Milton Wright                                                         | 2:25  |
| 3.  | Party on Fifth Ave. (Produit par I.D. Labs)             | Dan, Kulousek, McCormick                          | Unwind Yourself de Marva Whitney Sound of da Police de KRS-One The 900 Number de The 45 King | 2:53  |
| 4.  | PA Nights (Produit par Mansions on the Moon)            | Benjamin Hazlegrove, McCormick, William Lane Shaw |                                                                                              | 3:04  |
| 5.  | Frick Park Market (Produit par I.D. Labs)               | Dan, Kulousek, McCormick                          |                                                                                              | 3:17  |
| 6.  | Smile Back (Produit par I.D. Labs)                      | Dan, Kulousek, McCormick                          | Coming Down des United States of America A Time for Fear (Who's Afraid) d'Art of Noise       | 2:44  |
| 7.  | Under the Weather (Produit par I.D. Labs)               | Dan, Kulousek, McCormick                          |                                                                                              | 4:21  |
| 8.  | Of the Soul (Produit par I.D. Labs)                     | Dan, Kulousek, McCormick                          |                                                                                              | 3:28  |
| 9.  | My Team (Produit par Clams Casino)                      | McCormick, Michael Volpe                          |                                                                                              | 2:23  |
| 10. | Up All Night (Produit par Mac Miller et I.D. Labs)      | Dan, Kulousek, McCormick                          |                                                                                              | 3:29  |
| 11. | Loitering (Produit par Young L et I.D. Labs)            | Dan, McCormick, Lloyd Ohmedhebo                   |                                                                                              | 3:11  |
| 12. | Hole in My Pocket (Produit par Ritz Reynolds)           | Angelella, McCormick                              |                                                                                              | 0:36  |
| 13. | Diamonds & Gold (Produit par I.D. Labs)                 | Dan, Kulousek, McCormick                          | Power d'Ed Bogas                                                                             | 3:20  |
| 14. | Missed Calls (Produit par Ritz Reynolds)                | McCormick                                         |                                                                                              | 2:58  |
| 15. | Man in the Hat (Produit par Ritz Reynolds et I.D. Labs) | Dan, McCormick                                    |                                                                                              | 3:17  |
| 16. | One Last Thing (Produit par Clams Casino)               | McCormick, Volpe                                  | Female Vocals des Discovery Sounds                                                           | 2:59  |

| 17. | Donald Trump           | Vesuvius de Sufjan Stevens | 2:45 |
| 18. | Loud (featuring Disiz) |                            | 4:25 |